# Топсфілд (Массачусетс)
Топсфілд (англ. Topsfield) — місто (англ. town) в США, в окрузі Ессекс штату Массачусетс. Населення — 6569 осіб (2020).

## Демографія
Згідно з переписом 2010 року, у місті мешкало 6085 осіб у 2090 домогосподарствах у складі 1677 родин. Було 2175 помешкань
Расовий склад населення:
| - 96,8 % — білих - 1,3 % — азіатів - 0,5 % — чорних або афроамериканців - 0,1 % — корінних американців |

До двох чи більше рас належало 1,1 %. Частка іспаномовних становила 1,8 % від усіх жителів.
За віковим діапазоном населення розподілялося таким чином: 27,0 % — особи молодші 18 років, 55,7 % — особи у віці 18—64 років, 17,3 % — особи у віці 65 років та старші. Медіана віку мешканця становила 45,9 року. На 100 осіб жіночої статі у місті припадало 93,4 чоловіків;  на 100 жінок у віці від 18 років та старших — 91,1 чоловіків також старших 18 років.
Середній дохід на одне домашнє господарство  становив 153 381 долар США (медіана — 131 387), а середній дохід на одну сім'ю — 169 808 доларів (медіана — 155 820). Медіана доходів становила 106 750 доларів для чоловіків та 44 931 долар для жінок. За межею бідності перебувало 1,4 % осіб, у тому числі 0,0 % дітей у віці до 18 років та 0,7 % осіб у віці 65 років та старших.
Цивільне працевлаштоване населення становило 3178 осіб. Основні галузі зайнятості: освіта, охорона здоров'я та соціальна допомога — 23,9 %, науковці, спеціалісти, менеджери — 15,6 %, роздрібна торгівля — 11,2 %, виробництво — 10,0 %.